# Episodi di Zoey 101 (seconda stagione)
La seconda stagione della serie televisiva Zoey 101 è stata trasmessa negli Stati Uniti su Nickeodeon dall'11 settembre 2005 al 16 aprile 2006, mentre in Italia è stata trasmessa su Nickeodeon dal 27 ottobre al 15 novembre 2006. 
Nota: da questa stagione Kristin Herrera non fa più parte del cast; a sostituirla c'è Victoria Justice.
| nº | Titolo originale         | Titolo italiano                | Prima TV USA      | Prima TV Italia  |
| -- | ------------------------ | ------------------------------ | ----------------- | ---------------- |
| 1  | Back to PCA              | Ritorno alla PCA               | 11 settembre 2005 | 27 ottobre 2006  |
| 2  | Time Capsule             | La Capsula dei Ricordi         | 18 settembre 2005 | 30 ottobre 2006  |
| 3  | The Election             | Una Presidenza per Due         | 9 ottobre 2005    | 31 ottobre 2006  |
| 4  | Haunted House            | La casa stregata               | 29 ottobre 2005   | 2 novembre 2006  |
| 5  | Dustin’s grilfriend      | Una ragazza per Dustin         | 13 novembre 2005  | 3 novembre 2006  |
| 6  | Broadcast Views          | Il Chase e Michael Show        | 15 gennaio 2006   | 6 novembre 2006  |
| 7  | Girls Will be Boys       | Per un posto al sole           | 29 gennaio 2006   | 7 novembre 2006  |
| 8  | Robot Wars               | Sfide fra robots               | 12 febbraio 2006  | 8 novembre 2006  |
| 9  | Lola Likes Chase         | A Lola piace Chase             | 26 febbraio 2006  | 9 novembre 2006  |
| 10 | Quinn's Alpaca           | L'Alpaca di Quinn              | 16 aprile 2006    | 15 novembre 2006 |
| 11 | People Auction           | Persone all'asta               | 16 aprile 2006    | 14 novembre 2006 |
| 12 | Spring Break Up - Part 1 | Vacanze di primavera - Parte 1 | 10 marzo 2006     | 13 novembre 2006 |
| 13 | Spring Break Up - Part 2 | Vacanze di primavera - Parte 2 | 9 aprile 2006     | 13 novembre 2006 |

## Ritorno alla PCA
- Titolo originale: Back to PCA
- Diretto da: Adam Weissman
- Scritto da: Dan Schneider

### Trama
Sono finite le vacanze estive e Zoey, Dustin, Chase, Nicole, Quinn, Michael e Logan tornano all'accademia. Zoey e Nicole vengono a sapere che Dana non tornerà più all'accademia per uno scambio culturale in Europa e questo scatena in loro grande felicità, convinte del fatto di avere la nuova camera tutta per loro. Nel frattempo, la camera di Chase, Michael e Logan viene arricchita dall'arrivo di videogiochi, televisione ai cristalli liquidi e uno stereo regalati dal padre di quest'ultimo, ricco produttore cinematografico. Una volta saputo che nella loro camera verrà una nuova ragazza al posto di Dana, Zoey e Nicole si recano in segreteria per convincere la severa segretaria a far scegliere loro la nuova compagna di stanza, ma non ottengono nulla. Chase e Michael, infastiditi dal rumore della TV e dalla gente invitata da Logan in camera, non riescono a studiare in stanza così decidono di dormire in tenda. 
A causa di un incidente, Zoey e Nicole fanno infuriare la segretaria, rassegnandosi ad avere una nuova compagna di stanza non scelta da loro. Arrivate in stanza incontrano Lola Martinez (Victoria Justice), la nuova coinquilina, una ragazza molto strana travestita da punk che manda su tutte le furie le due ragazze per via del suo inquietante comportamento, così da decidere di dormire in tenda anche loro. Dopo alcune ore sia le ragazze, sia i ragazzi capiscono che è ora di ribellarsi. Irrompendo in stanza, Zoey e Nicole scoprono che quella di Lola è tutta una finzione: si scopre infatti che Lola è un'aspirante attrice, che fino a quel momento non stava facendo altro che interpretare una parte per ottenere buoni risultati in fatto di credibilità.
Chase e Michael, intanto, decidono di farla pagare a Logan rendendogli pan per focaccia e causando un corto circuito.
La mattina seguente tutti i ragazzi, compresa Lola, chiariscono tutto e si apprestano a fare colazione, pronti a iniziare tutti insieme un nuovo anno alla PCA.

## La Capsula dei Ricordi
- Titolo originale: Time Capsule
- Diretto da: Steve Hoefer
- Scritto da: Steve Holland

### Trama
Zoey e i suoi amici trovano un vecchio annuario dell'accademia dei precedenti alunni della PCA, tra questi anche il loro professor Bender. Dopo alcune prese in giro al professore per i suoi look dell'epoca, Zoey propone di sotterrare una capsula dei ricordi nel suolo dell'accademia, nella quale ogni membro della classe inserirà un oggetto particolare che lo rappresenti, cosicché i ragazzi del futuro potranno vedere gli oggetti usati dai coetanei nel passato. Il professore approva l'idea e quindi tutti i ragazzi iniziano a lavorare al progetto. Lola decide di non mettere nulla nella capsula e con una scenetta drammatica riesce a commuovere il professore, prendendo comunque il massimo dei voti. Nicole mette dei suoi vestiti, Logan una sua foto, Chase e Michael una canzone creata da loro, e Zoey un filmino che parla della sua vita e dei suoi amici al college. Chase, curioso di sapere cosa Zoey pensa di lui, dissotterra la capsula a notte fonda per sottrarre il DVD. Una volta in stanza però capisce che è sbagliato guardare il filmino di Zoey senza il suo permesso e lo rimette a posto. Nel frattempo, Nicole cerca di aiutare Quinn a smettere di russare e ci riesce, facendole provare il metodo dei gatti del Sud Africa, che mettono dei pesciolini nelle narici per non russare. Ma proprio quando tutto sembra risolto, Coco riesce a rovinare tutto, mangiando per sbaglio i pesciolini.
- Assenti: Paul Butcher

## Una Presidenza per Due
- Titolo originale: The Election
- Diretto da: Adam Weissman
- Scritto da: Eric Friedman

### Trama
Durante una lezione la professoressa annuncia che sono aperte le elezioni per la carica di presidente del nono corso e invita chiunque voglia a candidarsi. Chase senza pensarci una volta nomina Zoey, pensando che sarebbe un ottimo presidente, ma quest'ultima non volendo diventare presidente, nomina Chase per ripicca. I due usciti da scuola promettono che le elezioni non avrebbero rovinato la loro amicizia. Zoey e le sue amiche iniziano a decorare poster e a distribuire spille con il volto di Zoey, mentre la campagna elettorale di Chase è molto diversa. Logan, infatti, determinato a far vincere le elezioni all'amico, compra voti a Chase in maniera scorretta, distribuendo frullati gratis e soldi personalizzati. Zoey e Chase litigano e quest'ultimo, per farsi perdonare, manda in diretta uno spot a suo sfavore avvantaggiando così, i voti per Zoey. Ma tutti al campus pensano che sia stata Zoey a mandare in onda quello spot. Quindi Chase tramite una conferenza stampa rivela a tutta la scuola che è stato lui ad ideare lo spot per far vincere Zoey e annuncia il suo ritiro. Anche Zoey però si era ritirata, poco prima di lui, e alla fine l'unico candidato rimasto è Mark, il ragazzo di Quinn, che con pochissimi voti riesce a diventare presidente. Nel frattempo Chase e Zoey fanno pace e con uno scherzetto la fanno pagare a Logan.
- Assenti: Paul Butcher

## Una Ragazza per Dustin
- Titolo originale: Bad Girl
- Diretto da: Steve Hoefer
- Scritto da: Anthony Del Broccolo

### Trama
Dustin fa un progetto di scienze insieme a Trisha che si innamora di lui. All'inizio lui non ricambia perché lei è più grande di lui, ma poi i suoi amici gli fanno cambiare idea dicendo che lei bacia in bocca i ragazzi. Allora lui decide di accettare il suo appuntamento. Ma poi Zoey lo scopre e manda Chase a parlare con Dustin per fargli cambiare idea, ma non riesce nel suo intento. Allora lo manda a parlare con Trisha, ma Trisha crede che Chase voglia uscire con lei.
Allora Zoey decide che sarà lei stessa a risolvere la situazione andando a dire a Trisha che lei sta con Chase, ma Trisha non le crede e dice che devono baciarsi per dimostrare che stanno davvero insieme. Mentre si stanno per baciare arriva Dustin che spinge Chase per avergli rubato la ragazza.
Alla fine Trisha viene mollata da entrambi.
- Guest Star: Jennette McCurdy

## Il Chase e Michael Show
- Titolo originale: Broadcast Views
- Diretto da: Adam Weissman
- Scritto da: Anthony Del Broccolo

### Trama
Chase e Michael stanno conducendo uno show online. Zoey e Logan stanno facendo da spettatori. Lo show però non va molto bene e non viene guardato da molte persone. Durante la messa in onda Logan e Zoey iniziano a litigare riguardo ai gusti delle ragazze e dei ragazzi in ambito di cinema. Chase e Michael sono arrabbiati con Logan e Zoey e proibiscono ai due di essere presenti in stanza durante lo show. Inaspettatamente però lo show riceve una buona recensione per la disputa tra Zoey e Logan, che vengono quindi riammessi a partecipare allo show. Nicole non riesce a concentrarsi sull'algebra a causa dei ragazzi carini presenti nella sua classe. Così Lola e Quinn si offrono di aiutarla. Chase e Michael creano una nuova rubrica che ha come protagonisti Logan e Zoey che devono confrontarsi riguardo a vari argomenti, in base a ciò che pensano i ragazzi e ciò che pensano le ragazze. Tutti all'accademia iniziano a guardare lo show. Questo però fa litigare i ragazzi e le ragazze dell'accademia, anche durante le lezioni. Il preside Rivers viene a conoscenza del motivo di questo scompiglio, ovvero lo show di Chase e Michael che ha messo ragazzi e ragazze gli uni contro le altre. Così il preside cancella la trasmissione dei due ragazzi. 
Nel frattempo, Lola e Quinn ipnotizzano Nicole, in modo che quando lei guardi i ragazzi del suo corso di algebra li veda con l'aspetto di suo nonno. Un produttore televisivo, avendo ricevuto il DVD dello show mandato da Zoey, propone ai ragazzi di andare in televisione e loro accettano. Intanto, l'ipnosi funziona e Nicole inizia a vedere tutti i ragazzi del suo corso di algebra con l'aspetto di suo nonno e si impressiona talmente tanto da non distrarsi più e rimanere concentrata a studiare. I ragazzi giungono agli studi televisivi, ma lì scoprono che a partecipare alla trasmissione saranno solo Logan e Zoey. Zoey allora sabota lo show, dando sempre ragione a Logan, il che non permette al dibattito di decollare. Zoey inizia a parlare della censura, dicendo che il preside dell'accademia ha cancellato il loro show, spingendo i telespettatori a protestare contro il preside. I ragazzi iniziano a protestare davanti all'ufficio del preside che si becca un pomodoro in piena faccia e alla fine, permette ai ragazzi di riprendere lo show. Uno dei ragazzi invita Nicole a vedere un film, ma lei vedendolo con l'aspetto di suo nonno scappa via, lasciando il ragazzo a bocca aperta.
- Assenti: Paul Butcher

## Per un posto al sole
- Titolo originale: Girls Will be Boys
- Diretto da: Adam Weissman
- Scritto da: Mike Haukom e Jason Gelles

### Trama
Le ragazze prendono il sole sulla terrazza dei ragazzi, perché la loro è brutta. Ma questo non sta bene ai ragazzi che hanno bisogno di un posto in cui comportarsi da ragazzi, visto che la scuola originariamente era solo maschile. Allora le ragazze, per dimostrare che i ragazzi possono essere sé stessi anche in presenza di ragazze, fanno travestire Lola da maschio e la fanno passare come un nuovo studente di nome Steve. Michael, complice del piano, viene mandato temporaneamente in infermeria, fingendo di stare male e Lola prende il suo posto nella stanza dei ragazzi. Logan e Chase non sospettano nulla e si comportano tranquillamente da ragazzi. Ma la situazione si complica quando Lola è costretta a mettersi in costume per una partita di pallanuoto con i ragazzi e quando per sbaglio cade in piscina, la maschera cade e i ragazzi la scoprono. Alla fine però i ragazzi si convincono ad accettare che le ragazze dividano con loro la terrazza.
Nel frattempo Dustin è in infermeria con la varicella e viene coccolato dalla nuova infermiera dei bambini, e Micheal si sente torturato con l'infermiera dei grandi ma è costretto a restare per aiutare le ragazze col piano, dopo un po' tenta la fuga ma Dustin gli passa la varicella ed e costretto a restare più a lungo.

## Sfide fra robots
- Titolo originale: Robot Wars
- Diretto da: Adam Weissman
- Scritto da: Dan Schneider e Steven Molaro

### Trama
Zoey sfida i nerd dell'accademia ad una battaglia con i robot e chiede a Quinn di aiutarla a costruirne uno. Logan prende in giro Quinn chiamandola pazzoide, pensando che lei non senta e gli altri ragazzi ridono alla battuta di Logan. Quinn però ascolta tutto, si arrabbia e decide di abbandonare il gruppo. Non avendo ancora un robot, i ragazzi si recano dallo studente più intelligente dell'accademia per ottenere il suo aiuto e quest'ultimo accetta, a patto che Zoey gli organizzi un appuntamento con Nicole. La sfida però non procede bene e il robot avversario distrugge quello di Zoey e degli altri, ma poiché il regolamento vietava che il robot superasse una certa altezza e gli avversari non si erano attenuti a questa regola, ai ragazzi viene data un'altra opportunità. In quel momento interviene Quinn che con il suo robot disintegra quello degli avversari. Alla fine Logan e gli altri le chiedono scusa e tutto ritorna come prima.
- Assenti: Paul Butcher

## A Lola piace Chase
- Titolo originale: Lola Likes Chase
- Diretto da: Steve Hoefer
- Scritto da: Eric Friedman

### Trama
Il primo anno alla Pacific Coast Academy inizia a presentare alcune difficoltà alla nuova arrivata Lola. Infatti, la ragazza ha un grande bisogno d'aiuto in biologia; così Chase, spinto da Zoey, inizia a farle da tutor, in modo che Lola possa mettersi in pari con il programma scolastico. Dopo alcune ripetizioni in giardino, Lola incomincia a provare dei forti sentimenti nei confronti di Chase: essendo arrivata da poco e cosciente dell'amicizia che intercorre tra il ragazzo e Zoey, Lola chiede a quest'ultima il permesso di poter uscire con Chase, in modo tale da poter accertarsi della sua disponibilità. Zoey la rassicura, dicendole che quella che c'è fra lei e Chase è solo una forte amicizia, non una relazione. Lola così si fa forza, chiede un appuntamento a Chase e lui accetta.
Durante l'uscita, Chase e Lola decidono di guardare un film insieme, con la ragazza che mostra un comportamento molto dolce e affettuoso nei suoi confronti, ma il ragazzo cerca in tutti i modi di resistere alle sue avances. Verso il finire della serata, i due parlano e Chase confessa a Lola che nel suo cuore c'è un'altra ragazza, non specificando tuttavia che si tratta di Zoey; con sua grande sorpresa, Lola si dimostra molto gentile e comprensiva, dicendogli di averlo capito da subito e di non portare alcun rancore. I due rimarranno infatti ottimi amici per tutta la serie.
Nel frattempo Dustin chiede a Logan di aiutarlo a farlo colpo con le ragazze della sua età per poter avere un appuntamento.

## Vacanze di primavera - Parte 1
- Titolo originale: Spring Break-up (Part 1)
- Diretto da: Steve Hoefer
- Scritto da: Dan Schneider

### Trama
Logan invita Zoey, Chase, Michael, Nicole, Quinn, Lola e Dustin a passare le vacanze di primavera nella sua mega villa. Qui i ragazzi scoprono di essere le cavie di un nuovo reality, promosso da Malcolm Reese, il padre di Logan, che è un produttore cinematografico. Il reality si chiamerà "Difensori di identità," nel programma ragazze e ragazzi si dovranno sfidare in una serie di prove e la squadra vincente andrà in televisione. A ogni partecipante viene dato il tekmate, un telefono super tecnologico che permetterà loro di comunicare durante le gare. Intanto Michael cerca di convincere Chase a dichiarare i suoi sentimenti a Zoey, ma Chase non vuole per paura di rovinare la loro amicizia e manda un messaggio sul tekmate di Michael per dirgli questo. Però il messaggio viene inviato per sbaglio sul tekmate di Zoey.
Intanto Quinn è alle prese con una nuova invenzione, "Fraz", una bibita energetica fatta con elementi naturali; al momento il prototipo è instabile e deve apportargli delle modifiche, ma durante la notte Dustin ne beve un sorso e diventa iperattivo e pieno di energie.

## Vacanze di primavera - Parte 2
- Titolo originale: Spring Break-up (Part 2)
- Diretto da: Steve Hoefer
- Scritto da: Dan Schneider

### Trama
Chase sottrae il tekmate dalla tasca di Zoey per cancellare il messaggio prima che questa lo legga, ma in quel momento inizia la gara e non riesce più a reinserirglielo in tasca. Zoey è il capo del suo gruppo e deve rimanere alla postazione iniziale mentre le altre partecipano ad una sorta di caccia al tesoro. Nicole, Quinn e Lola mandano un messaggio sul tekmate di Zoey per comunicare con lei durante la gara, ma Zoey non riceve il messaggio e la sua squadra perde. Allora Zoey si rende conto di non avere il tekmate e quando Quinn lo fa squillare scopre che ce l'ha Chase e pensa che lui abbia voluto sabotarla. Chase non trova il coraggio di dire la verità così Zoey lo allontana, considerandolo un traditore. Nell'ultima sfida però, proprio quando Chase aveva disarmato Zoey ed era ad un passo dalla vittoria, si lascia cadere in acqua per far vincere le ragazze. E Zoey si rende conto del sacrificio dell'amico. Alla fine della gara, il padre di Logan avvisa i ragazzi di essere già in televisione perché sono stati ripresi da telecamere nascoste per tutto il tempo. Tornati all'accademia, si radunano tutti davanti al televisore per guardare il reality, ma Zoey si rende conto dell'assenza di Chase e lo va a cercare. Lo trova seduto sulla fontana e gli chiede il motivo per cui lui gli aveva sottratto il tekmate e Chase le dice che doveva cancellare un messaggio rivolto a Michael e inviato per sbaglio a lei. Zoey vuole sapere il contenuto del messaggio, ma proprio mentre Chase si sta per dichiarare viene interrotto dagli altri che li avvisano che il reality sta per iniziare, prima dell'inizio dello show l'effetto del "Fraz" la bitita prototipo di Quinn che Dustin ha bevuto si esaurisce e sviene addosso a Quinn. Così i due se ne vanno. Mentre Zoey è davanti al televisore, Chase invia un messaggio sul suo tekmate con la scritta Ti amo. Ma Zoey aveva dimenticato il suo tekmate sul bordo della fontana e questo era caduto in acqua perché era impostato su vibrazione. Nell'ultima scena, Chase nota che Zoey non ha il suo tekmate e si chiede dove sia, senza riuscire a darsi una risposta.

## Persone all'asta
- Titolo originale: People Auction
- Diretto da: Adam Weissman
- Scritto da: Anthony Del Broccolo

### Trama
I ragazzi per sbaglio mandano a fuoco il Sushi Rox e per ristrutturarlo indicono un'asta in cui si mettono a disposizione di chi li vuole ingaggiare. Chase e Michael vengono aggiudicati dall'odiato professore di ginnastica che si vendica di loro per aver bruciato il Sushi Rox facendo fare loro i lavori più disgustosi e faticosi. Lola, Zoey e Nicole vengono aggiudicate da Logan che vuole che le ragazze facciano il tifo per lui vestite da ragazze pon pon. Le ragazze inizialmente trovano il compito fastidioso, ma poi escogitano un piano per rendersi invadenti agli occhi di Logan e far sì che egli dia i soldi e le lasci stare. Alla fine il piano funziona e finalmente i ragazzi riescono a raccogliere i soldi per rimettere in piedi il Sushi Rox.
- Assenti: Paul Butcher

## L'Alpaca di Quinn
- Titolo originale: Quinn's Alpaca
- Diretto da: Michael Grossman
- Scritto da: Eric Friedman

### Trama
Quinn è triste perché la sua alpaca soffre per la sua mancanza e sta male. Così Zoey e le altre organizzano una festa per risollevarle il morale, ma la festa non fa altro che far venire a Quinn più malinconia, tanto che scappa dall'accademia per tornare a casa. Ma Zoey la raggiunge in tempo e la fa ragionare. Alla fine Zoey si reca dal preside Rivers e gli chiede il permesso di far venire all'accademia per qualche giorno l'alpaca di Quinn. Il preside accetta, così Quinn e la sua alpaca possono passare del tempo insieme.
Nel frattempo Chase Michael e Logan fanno una scommessa su chi riesce a non pronunciare la lettera S quando parlano.
- Assenti: Paul Butcher